# Rhitymna pseudokumanga
Rhitymna pseudokumanga är en spindelart som först beskrevs av Alberto Barrion och James A. Litsinger 1995.  Rhitymna pseudokumanga ingår i släktet Rhitymna och familjen jättekrabbspindlar.
Artens utbredningsområde är Filippinerna. Inga underarter finns listade i Catalogue of Life.